# Kraftfahrzeughilfe-Verordnung
Die Kraftfahrzeughilfe-Verordnung (KfzHV) ist eine deutsche Rechtsverordnung. Sie bestimmt Voraussetzungen, Antragstellung und Leistungsumfang für Schwerbehinderte zur Beschaffung eines Kraftfahrzeugs, für eine Behinderungsbedingte Zusatzausstattung und zur Erlangung einer Fahrerlaubnis.

## Voraussetzungen
Die Kraftfahrzeughilfe setzt voraus, dass die antragstellende Person aufgrund ihrer Behinderung nicht nur vorübergehend auf ein Kraftfahrzeug angewiesen ist, um den Arbeits- oder Ausbildungsort zu erreichen, und dass die antragstellende Person in der Lage ist, ein Kraftfahrzeug zu führen, oder sichergestellt ist, dass ein Dritter (z. B. die Eltern) das Kraftfahrzeug für ihn führen.
Obwohl nach diesem Wortlaut der Anwendungsbereich der Kraftfahrzeughilfe auf die Leistungen zur Teilhabe am Arbeitsleben begrenzt ist, lässt die Rechtsprechung die Gewährung von Kraftfahrzeughilfe auch im Rahmen der sozialen Teilhabe zu, um behinderten Menschen die Teilnahme an Veranstaltungen und ähnlichen Einrichtungen zu ermöglichen. Voraussetzung hierfür ist, dass das Kraftfahrzeug regelmäßig in einer ähnlichen Häufigkeit wie bei Erwerbstätigen benötigt wird und es keine zumutbare Alternative für den Antragsteller, insbesondere die Inanspruchnahme des ÖPNV oder von Behindertenfahrdiensten, gibt. Ist eine solche Alternative zumutbar und voraussichtlich günstiger als ein Kraftfahrzeug, kann hierfür ein Zuschuss geleistet werden.
Außerdem darf der Antragsteller nicht bereits über ein zumutbares Kraftfahrzeug verfügen. Die Zumutbarkeit entfällt dann, wenn das Kraftfahrzeug gravierende Mängel hat und eine Reparatur nur mit unverhältnismäßig hohem Aufwand zu bewerkstelligen wäre.

## Umfang der Leistungen
Die Leistungen umfassen die Kosten zum Erwerb eines Kraftfahrzeugs, dessen behindertengerechten Neubau und dem Erwerb einer Fahrerlaubnis. Die Leistungen werden grundsätzlich als Zuschuss gewährt; zwar erlaubt die Verordnung in Ausnahmefällen auch die Leistungsgewährung als Darlehen, in der Praxis spielt diese Regelung jedoch keine Rolle.
Die Höhe der Leistung beträgt seit Juni 2021 maximal 22.000 Euro. Von 1991 bis 2021 lag der Betrag noch bei maximal 9.500 Euro. Tritt innerhalb der ersten fünf Jahre nach der Leistungsgewährung eine volle Erwerbsunfähigkeit ein, so muss die Leistung anteilig zurückgezahlt werden. Gefördert werden Neuwagen und Gebrauchtwagen, deren Wert noch mindestens 50 % des Neuwertes beträgt.
Das Einkommen des Antragstellers wird auf die Leistung angerechnet, wobei die genaue Anrechnung tabellarisch festgelegt ist. Bei einem Einkommen unter 40 Prozent der Bezugsgröße entfällt eine Einkommensanrechnung, bei einem Einkommen über 75 Prozent der Bezugsgröße wird kein Zuschuss gewährt. Als Einkommen gelten Arbeitsentgelt und Arbeitseinkommen sowie Lohnersatzleistungen. Ein vorhandenes nicht zumutbares Kraftfahrzeug wird mit seinem Restwert auf die Leistung angerechnet.
Die Kosten für eine behinderungsbedingte Zusatzausstattung, einschließlich Einbau, technische Abnahme und auch die Instandhaltung, werden stets in voller Höhe übernommen. Eine Einkommensanrechnung findet hier nicht statt.
Bei den Kosten zur Erlangung einer Fahrerlaubnis (Pflichtstunden, theoretische Prüfung, Fahrstunden und praktische Prüfung) findet eine Einkommensanrechnung wie beim Erwerb eines Kraftfahrzeugs statt. Kosten, die ausschließlich aus der Behinderung resultieren, wie eine MPU oder die Eintragung von Schlüsselzahlen in bereits vorhandene Führerscheine werden stets in voller Höhe übernommen.

## Zuständigkeit
Die Zuständigkeit richtet sich grundsätzlich danach, auf welcher Rechtsgrundlage die Kraftfahrzeughilfe beansprucht wird.
Die Antragstellung konnte bis Ende 2018 bei den Gemeinsamen Service-Stellen für Rehabilitation erfolgen.